# Elida Fajardo
Elida Fajardo Balbuena (Tranqueras, Rivera, Uruguay, 30 de septiembre de 1936), es una exmagistrada uruguaya, quien se desempeñó como Fiscal de Corte y Procuradora General de la Nación en forma interina entre febrero y septiembre de 2006.

## Primeros años
Nació en Tranqueras el 30 de septiembre de 1936, hija de Luis Fajardo y de Ramona Balbuena.
Cursó estudios en la Facultad de Derecho de la Universidad de la República, donde obtuvo el título de abogada en 1965.

## Juez de Paz en el interior
En mayo de 1967 fue designada Jueza de Paz de la primera sección judicial de Durazno, con sede en la ciudad de Durazno.

## Fiscal Letrada en el interior
En noviembre de 1968 pasó del Poder Judicial al Ministerio Público al ser nombrada Fiscal Letrada de Durazno.
En febrero de 1980 fue destituida de su cargo durante la dictadura cívico militar, al ser pasada a disponibilidad calificada al amparo de lo dispuesto por el Decreto Constitucional-Acto Institucional N° 7.
Restaurada la democracia, en mayo de 1985 fue restituida como Fiscal adscripta a la Fiscalía de Corte, y en octubre de 1985 fue nombrada Fiscal Letrada Departamental de Pando.

## Fiscal Letrada en la capital
En setiembre de 1989 ascendió a cumplir funciones en Montevideo, inicialmente como Fiscal Letrada Suplente.
Dos meses más tarde, en noviembre de 1989, fue nombrada Fiscal Letrada en lo Civil de Sexto Turno,cargo que ocupó durante dieciséis años.

## Encargada de la Fiscalía de Corte
A fines de enero de 2006, al renunciar el Fiscal de Corte titular Oscar Peri Valdez y quien lo reemplazaba en el cargo por encontrarse somerido a un sumario administrativo, Marcelo Brovia, el gobierno de Tabaré Vázquez designó a Fajardo para hacerse cargo interinamente de la Fiscalía de Corte y Procuraduría General de la Nación, a partir del 1° de febrero de dicho año.
Desempeñó dicha encargatura durante siete meses, cesando en su cargo como fiscal en setiembre de 2006 al alcanzar la edad límite de 70 años de edad establecida por la ley para ejercerlo. Fue la tercera, y hasta la fecha última, Fiscal de Corte en retirarse por esta causal, tras Alfredo Furriol en 1939 y Rafael Robatto en 1997, aunque los anteriormente nombrados ocupaban el cargo como titulares.
Fajardo fue reemplazada, también interinamente, por Mirtha Guianze, hasta que en marzo de 2007 fue designado como nuevo Fiscal de Corte Rafael Ubiría.